# Rinorrea
Rinorrea (rhīno- gr. ‘nariz’ + rhoíā gr. ‘flujo’) es el flujo o emisión abundante de líquido por la nariz, generalmente debido a un aumento de la secreción de mucosidad nasal.

## Causas
Son diversas las causas de la rinorrea:
- Frío
- Infección
- Alergias
- Lagrimeo
- Traumatismo craneal
- Cuerpo extraño
- Otras causas

## Tratamiento
En la mayoría de los casos el tratamiento de la rinorrea no es necesaria y se soluciona por sí misma, sobre todo si es el síntoma de una infección. Para los casos generales, sonándose la nariz se consigue eliminar la acumulación de mucosidad. Se pueden usar, solución salina en aerosoles nasales, y vasoconstrictor en aerosoles nasales, pero puede ser contraproducente después de varios días de uso, al originar rinitis medicamentosa.
En los casos recurrentes, como las que debido a las alergias, hay tratamientos médicos disponibles basados en antihistamínicos y en corticoides.